# 赤頭 (妖怪)

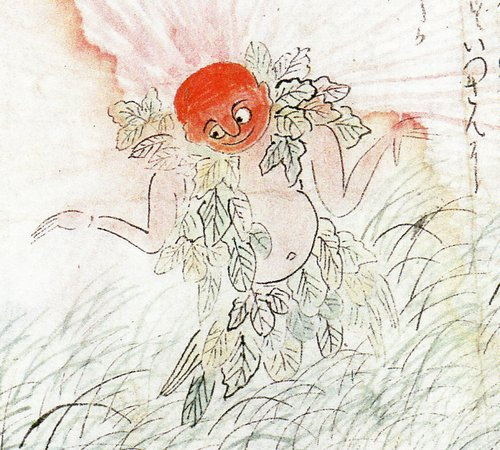
『土佐化物絵本』より「赤頭（あかがしら）」

赤頭（あかがしら）は、高知県に伝承される妖怪。

## 概要
土佐国吾川郡勝賀瀬（現・高知県吾川郡いの町）に伝わる妖怪。赤い髪が太陽のように輝き、あまりに眩しくてふた目と見られないほどという。2本足で歩くが、その足元は笹やカヤなど草むらに隠れてよく見えず、人に危害を加えることもないという。

### 土佐化物絵本での赤頭
江戸時代末期から明治時代初期にかけての作と見られる妖怪絵巻『土佐化物絵本』には「勝賀瀬の赤頭」として記載されており、「山北の笑い女」「本山の白姥」と並んで土佐の3大妖魔の一つとされる。勝賀瀬（現・いの町勝賀瀬）である者がこれに出遭い、朝日に向かったかのように再び見ることができなくなり、赤頭のもとを立ち去った後で眼病を患って失明しかけたが、手当てを受けてようやく治癒したという。
江戸時代の妖怪絵巻『百鬼夜行絵巻』にも「赤がしら」という妖怪の絵が描かれている。同絵巻には名前と絵が記載されているのみで、どのような妖怪かは判明していない。赤い髪という特徴が土佐の赤頭と似ているのではないかとの指摘も存在するが、推測の域を出ていない。